# Фандерберг, Энсон
Джеймс Энсон Фандерберг (англ. James Anson Funderburgh, род. 14 ноября 1954, Плейно, Техас, США) — американский блюзовый гитарист, вокалист и автор песен. Сам и со своей группой The Rockets лауреат Blues Music Awards в номинациях «Песня года» (1988, 2000), «Альбом традиционного блюза» (2004), «Альбом современного блюза» (1988), «Группа года» (1988, 1992, 1994); номинант Blues Music Awards в номинациях «Блюзовый гитарист» (1989, 1997, 1998, 2000, 2003, 2004, 2014—2016, 2018, 2019, 2022), «Исполнитель традиционного блюза» (2014), «Артист года» (2000),  «Альбом года» (2004),  «Группа года» (1989, 1990, 1995, 1996, 1999—2005).  

## Биография
Родился в Плейно, штат Техас, вырос в Далласе. Впервые взял в руки гитару в восемь или девять лет, получив гитару на день рождения. Гитару сопровождала коробка пластинок — синглы Джимми Рида, Альберта Коллинза, Фредди Кинга, Лайтнина Хопкинса и других музыкантов. 
Стал профессиональным музыкантом в 1970 году в 15-летнем возрасте, присоединившись к группе Sound Cloud Reunion. В 1976 году записался с группой The Bee's Knees, а в следующем году создал группу Anson Funderburgh & The Rockets c Марком Хикманом (бас), Дэвидом Уотсоном (ударные) и певцом Дарреллом Налишем. Познакомившись через общего друга с Налишем, они начали выступать вместе каждый понедельник вечером в октябре того же года, а затем и создали группу. В 1981 году вышел дебютный альбом группы Talk to You By Hand, став дебютным альбомом также и лейбла Black Top Records. В том же году Энсон Фандерберг записался в альбоме Butt-Rockin' группы The Fabulous Thunderbirds.
В 1985 году Даррел Налиш покинул группу и Фандерберг пригласил харпера и певца Сэма Майерса, который оставался в группе вплоть до смерти в 2006 году и обычно в то время группа именовалась как Anson Funderburgh & the Rockets with Sam Myers. Первый альбом группы с Сэмом Майерсом вышел в 1986 году, а уже в 1988 году с альбомом Sins группа победила в Blues Music Awards в номинации «Альбом современного блюза», а с песней «Changing Neighborhoods» авторства Фандерберга и Майерса в номинации «Песня года». 
В 1989 и 1990 годах басистом группы был Майк Джадж, в будущем ставший известным как создатель мультсериалов Бивис и Баттхед и Царь горы. Песня группы «Can We Get Together», записанная с его участием, прозвучала в фильме «21 грамм»; также в 1994 году группа появилась в фильме «Китайская луна». Энсон Фандерберг является возможным прототипом Бивиса из сериала Бивис и Баттхед и Бумхауэра из Царя горы, во всяком случае утверждалось, что образцом для этого персонажа послужили внешность и причёска Фандерберга в стиле рокабилли.
В 2000 году Энсон Фандерберг вместе с группой вновь завоевал Blues Music Awards в номинации «Песня года» с песней «Change in My Pocket» написанной в соавторстве с Сэма Майерсом и женой Фандерберга Рене Фандерберг англ. Renee Phyllis Funderbergh, которая достаточно часто выступает соавтором гитариста и время от времени поёт на концертах . 
В 2007 году Фандерберг играл и продюсировал альбом Джона Немета Magic Touch и вскоре Немет заменил Майерса в группе The Rockets, но группа в таком составе почти не выступала, поскольку Фандерберг взял перерыв в карьере до 2011 года.   
В 2012 году состоялось первое турне группы по США и Европе. Энсон Фандерберг продолжает гастролировать, по большей части в Европе, но никогда не пропускает выступление на King Biscuit в Арканзасе, являясь единственным артистом, не пропустившим ни одного фестиваля.
Как сессионный музыкант Энсон Фандерберг играл в частности со Снуксом Иглином, Ником Моссом, Нэппи Брауном, Джо Хьюзом, Грейди Гейнсом и Джеймсом «Тандербёрд» Дэвисом; он также известен как продюсер. Фандерберг работал с такими музыкантами, как The Andy T Band, Дэни Франчи, Breezy Rodio. 
Среди музыкантов, повлиявших на него в стилистическом плане сам Фандерберг называет Фредди Кинга и Би Би Кинга, но Фандерберг воспринял звучание вест-сайда-блюза: Бадди Гая, Отиса Раша и Мэджика Сэма. Также он сказал, что «Мне нравятся все ребята, которые играли с губными гармошками — Лютер Такер, Роберт Локвуд, Луис и Дэвид Майерсы и мне нравятся все эти старые вещи Джимми Рида с Эдди Тейлором».
Blues Review отмечал, что «Фандерберг остается музыкантом для музыкантов. Он взрывается пламенным и мелодичным соло, а затем плавно переходит в песню в нужный момент, чтобы задать ритм… он делает так, чтобы песни одновременно дышали и горели… группа, которая действительно понимает суть жанра».
The Cleveland Scene: «Молниеносные фразы Фандерберга жгучи, точны и практически лишены эгоизма — редкость в наши дни героев гитары, живущих ради своих пиротехнических соло».  
Guitar Player: «Никто из молодых блюзовых гитаристов не приблизился так близко, как Энсон, к достижению классического звучания Stratocaster, определённого Отисом Рашем в 50-х и Мэджиком Сэмом в 60-х».

## Дискография
- 1981: Talk to You By Hand (Black Top Records)
- 1985: She Knocks Me Out! (Black Top)
- 1986: My Love Is Here To Stay (Black Top)
- 1987: Sins (Black Top)
- 1990: Rack 'Em Up (Black Top)
- 1991: Tell Me What I Want to Hear (Black Top)
- 1991: Thru the Years: A Retrospective (Black Top)
- 1995: Live At the Grand Emporium (Black Top)
- 1997: That's What They Want (Black Top)
- 1999: Change In My Pocket (Bullseye Blues)
- 2003: Which Way Is Texas?  (Bullseye Blues)
- 2011: Mill Block Blues (Ruff Kutt)
- 2013: Deal With It (EllerSoul Records)
- 2013: Drink Drank Drunk (Delta Groove Productions)
- 2014: The Hustle Is Really On Golden State/Lone Star Revue (Electro-Fi Records)
- 2016: Golden State/Lone Star Blues Revue Golden State/Lone Star Revue (Electro Fi-produced)